# Johan Vásquez
Artikeln följer den spanska namnseden; faderns efternamn är Vásquez och moderns efternamn Ibarra.
Johan Felipe Vásquez Ibarra, född 22 oktober 1998, är en mexikansk fotbollsspelare som spelar för Genoa.
Han blev olympisk bronsmedaljör i fotboll vid sommarspelen 2020 i Tokyo.